# Estación de Tirana
La estación de tren de Tirana era el centro ferroviario central de Tirana, Albania. El ferrocarril se conectaba con otras ciudades en Albania, incluyendo Vlorë y Durrës. La estación de tren no tenía oficina de equipaje. El 2 de septiembre de 2013, la estación se cerró para el transporte de pasajeros y mercancías. Más tarde se demolió para dejar espacio a un nuevo bulevar que conduce al área de la estación hacia el norte. Se creará un distrito completamente nuevo. Como resultado, el programa de la estación de Tirana se trasladó a Vorë en 2013, y más tarde a la estación de Kashar renovada en mayo de 2015. La línea actual Kashar-Tirana, de alrededor de 10 km de longitud, fue reemplazada por un servicio de autobús.
En el distrito noroccidental de Tirana, Laprakë se construirá una nueva estación, que está prevista como una terminal multifuncional para ferrocarriles, tranvías y autobuses. Hasta su apertura, el transporte ferroviario entre Tirana y Kashar permanece cerrado. Una nueva terminal en la afueras de Kashar (Tirana) fue inaugurada como parte de un cambio de imagen del HSH en mayo de 2015, que daría servicios hasta Tirana.